# Way of the Vampire
Pour plus de détails, voir Fiche technique et Distribution.
Way of the Vampire (en français : La Voie du vampire) est un film d'horreur américain, écrit par Sherry Strane et réalisé par Sarah Nean Bruce et Eduardo Durão, sorti en 2005. La première du film a eu lieu le 22 février 2005. Il met en vedettes Rhett Gills, Paul Logan, Andreas Beckett et Denis Butte.

## Synopsis
Après le meurtre du comte Dracula, les vampires sont entrés dans la clandestinité. Ils ne chassent plus les vivants, mais se nourrissent du sang des animaux morts et vivent à l’abri des regards humains. L’un des principaux vampires est le descendant de Dracula, le prince Sebastian. À notre époque, Abraham Van Helsing travaille paisiblement comme médecin dans l’un des hôpitaux de Los Angeles. De plus, il a fait un pacte avec le Seigneur Dieu lui-même et sera immortel jusqu’à ce qu’il tue le dernier des vampires. Cependant, les vampires ont rapidement mûri et ont commencé à chasser les sans-abri et les prostituées. C’est là que Van Helsing décide de ne pas rester les bras croisés et organise une chasse aux vampires. En outre, sa femme a été mordue par un vampire et, par conséquent, est également devenue un vampire. Van Helsing recrute des ministres de l’Église et leur apprend à combattre les vampires. Il s’ensuit une confrontation entre l’équipe de Van Helsing et « l’armée » de Sebastian (comme l’appelle celui-ci).

## Distribution
- Rhett Giles : Dr. Abraham Van Helsing
- Andreas Beckett : Sebastien
- Paul Logan : Dracula
- Denise Boutte : Arianna
- Brent Falco : Emily
- Anthony Turk : Père Cefalu
- Alix Henning : Yvonne
- Jared Cohn : Roman
- James Ashby : Dominic
- Mark Romero Wilson : Joseph
- Drew Berenc : Norris
- Trina Robinson : Elena
- Rey Reyes : Julio
- Whitney Deutch : Martika
- Claudia Katz Minnick : Leona
- Nadra Macuish : Paula
- Brian Nichols : Père Michaels / Lieutenant Shirani
- Ed Flanagan : Yavanivitch
- Shannon Kemp : Détective Donn Franco
- Beau Ioana : Lorenzo
- Lawrence Sara : Wilson
- Ulf Bjorlin : Walsh
- Tori Gonzales : Peters
- Sean Lust : Colin
- Jen Bullen : Brittany
- Renée Danielle De Ponte : Diana
- Edward DeRuiter : Jake
- Matt Dallas : Todd
- Kristina Proulx : Josie / Vampire
- Carlo Lopez : Howard
- Lino Zamudio : Franco
- Richard Miranda : sans-abri
- Sehara Kohpar : Sylvia[1]

## Réception critique
Sur Rate Your Music, un spectateur dénonce « Un film sorti en 2005, dans la foulée du blockbuster Van Helsing à gros budget, alors que cette production The Asylum est complètement fauchée (500.000 $ de budget). C'est (…) bourré d'incohérences, mal joué dans des décors moches et des costumes miteux, et avec des vampires qui se tiennent et se déplacent comme des singes »
Way of the Vampire a obtenu un score d’audience de 12% sur Rotten Tomatoes où le film est décrit comme « mauvais et ennuyeux ».